# Bronces de Vipasca
Los bronces de Vipasca son una de las fuentes más importantes para el conocimiento del Derecho romano en la península ibérica. Se enmarcan dentro de las lex data, leyes promulgadas por un magistrado en virtud de una autorización de los comicios, y como tal constituyen una de las fuentes del derecho romano hispano.
Se trata de dos tablas del distrito minero de Vipasca del siglo II halladas en las cercanías de Aljustrel (Portugal), por lo que también han sido llamadas Bronce de Aljustrel y nuevo bronce de Aljustrel. Contienen la ordenación jurídica del distrito minero de la localidad de Vipasca.
La primera de ellas, denominada Vipasca I, fue encontrada en 1876 y versa sobre los derechos de los diferentes arrendatarios; la segunda, Vipasca II, encontrada en 1906, trata sobre el régimen jurídico de las concesiones mineras y normas de carácter técnico.
El primer bronce consta de nueve capítulos que recogen la organización y los derechos de los arrendatarios de los diversos servicios. Esta tabla hace referencia a una ley general, lex metallis dicta, conforme a la cual es otorgada.
El segundo bronce consta de varios capítulos de una lex metallis dicta que fueron recogidos a través de la epístola que una autoridad dirigió al procurador de las minas. Recoge el régimen jurídico de las concesiones de medidas de vigilancia de la explotación y de otras cuestiones técnicas. En ella es aludido el emperador Adriano, por lo que la tabla dataría de entre los años 117 y 138. 

## Contenido
Se trata de una Lex Locationis en la que se fijan los derechos de los diferentes arrendatarios de los servicios públicos del territorio minero de Vipasca, los cuales serían mantenidos por ellos en régimen de monopolio; así: el arriendo del impuesto de subasta, del pregón, del baño público, de la zapatería, de la barbería, de la tintorería; en fin, del impuesto sobre compra del mineral extraído. Señala este bronce además reglas sobre una inmunitas de los maestros de Vipasca. Sólo su último capítulo, el 9, proporciona información sobre el régimen jurídico de las minas - indirectamente-, al referirse a un impuesto que grava la ocupación de los pozos mineros. Este capítulo ha originado muchas controversias. Su interpretación indicaría que aquel que tuviese derecho de ocupación de un "pozo", por haberlo ocupado para la explotación, deberá según una ley de minas que se señala, dentro de los dos días siguientes, pagar ante el jefe del distrito un impuesto (vectigalis) sobre su derecho de ocupación.
La mano de obra estaba compuesta por esclavos o reos condenados a trabajos forzosos, así como por algunos hombres libres.